# Adam Nogaj
Adam Nogaj – polski lekkoatleta, specjalizujący się w biegach długodystansowych.

## Osiągnięcia
- Mistrzostwa Polski seniorów w lekkoatletyce (2 medale)[1]
  - Poznań 1929 – brązowy medal w biegu na 5000 m
  - Poznań 1930 – brązowy medal w biegu maratońskim